# Filz-Rose
Die Filz-Rose (Rosa tomentosa) ist eine Pflanzenart aus der Gattung Rosen (Rosa) innerhalb der Familie der Rosengewächse (Rosaceae).

## Beschreibung

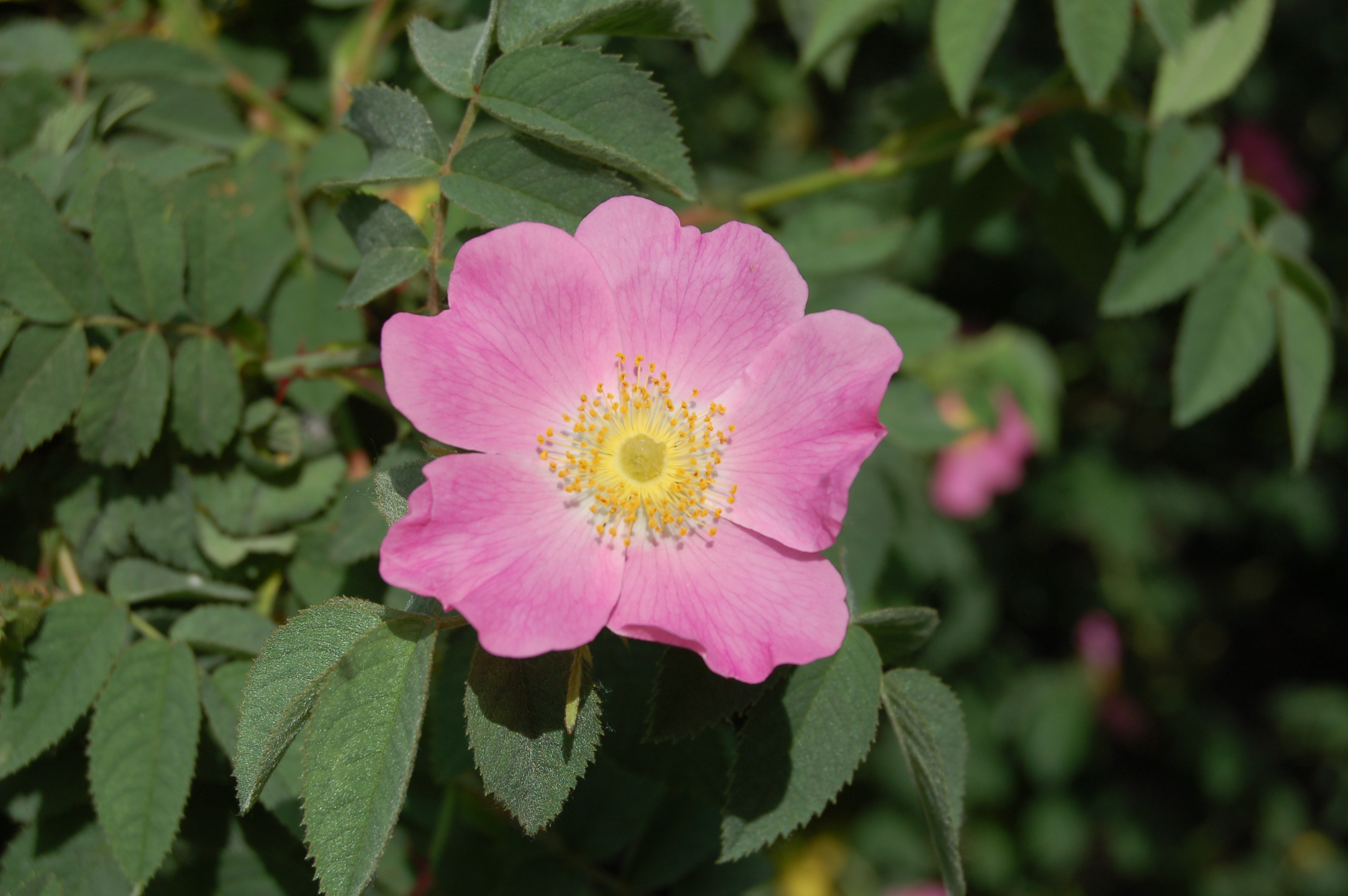
Blüte mit fünf Kronblättern und vielen Staubblättern

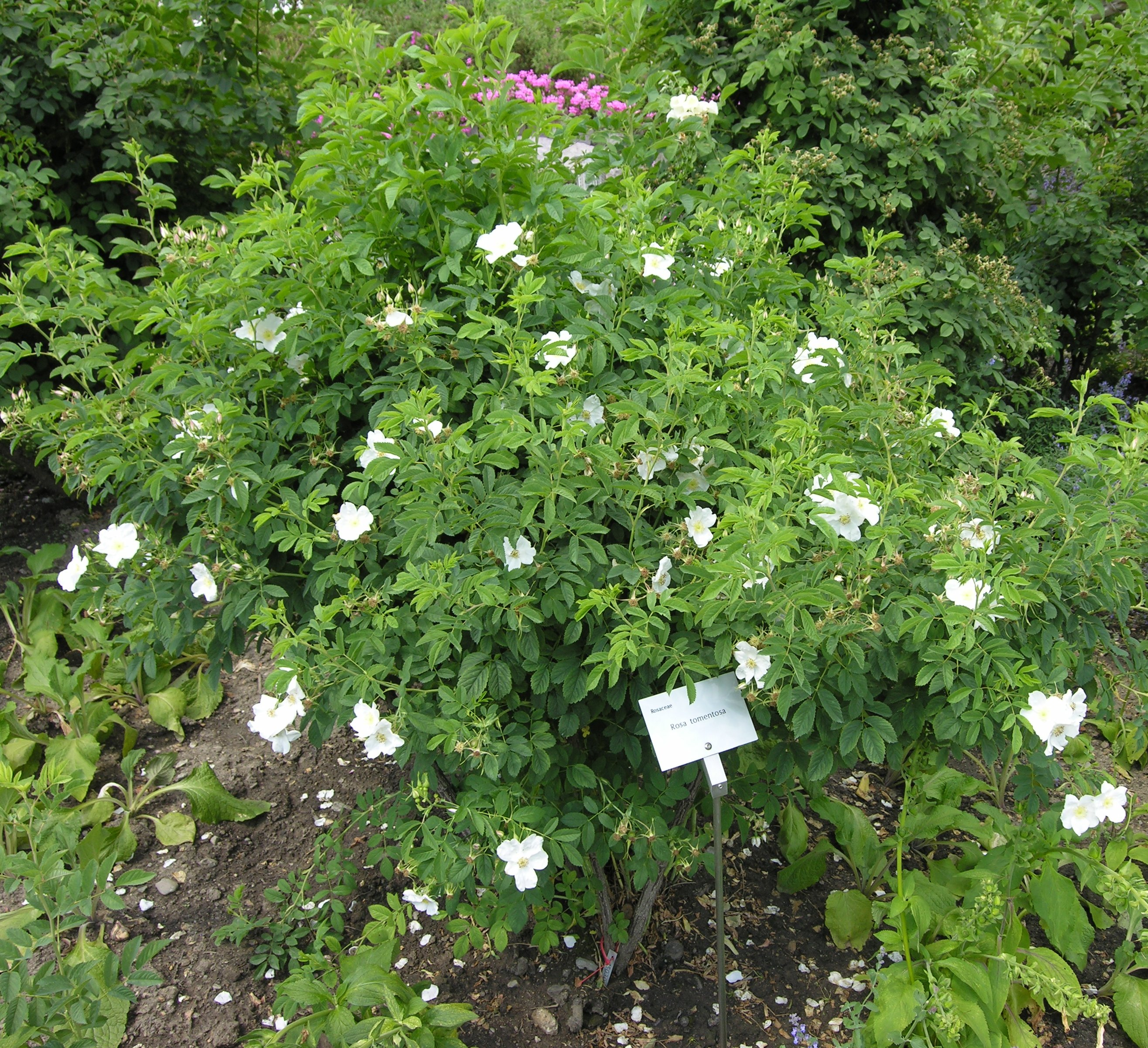
Ein blühender Rosa tomentosa-Strauch

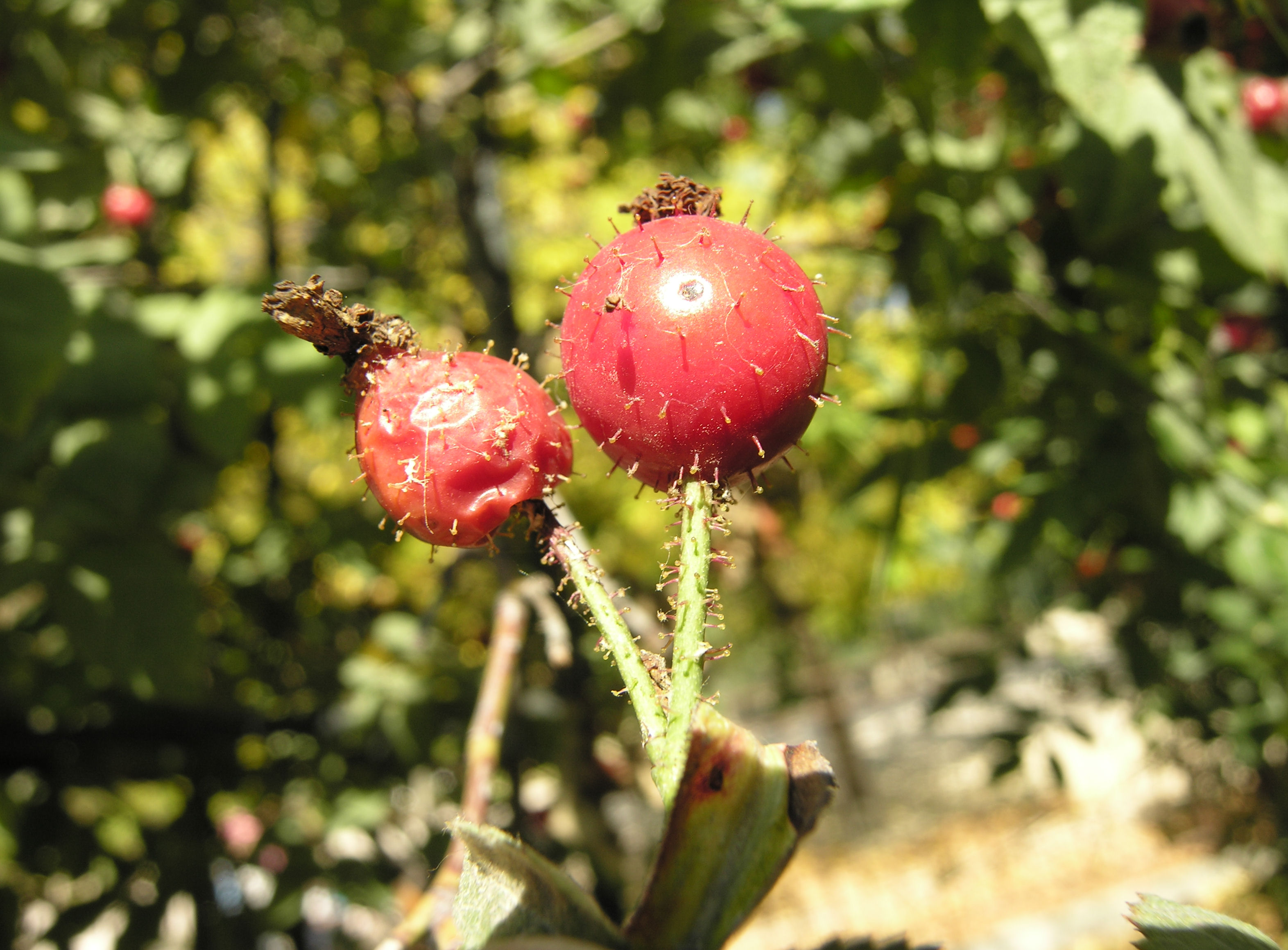
Hagebutten der Rosa tomentosa

### Vegetative Merkmale
Die Filz-Rose ist ein sommergrüner, aufrechter, langästiger Strauch, der Wuchshöhen von 1 bis 3 Metern erreicht. Ihre Stacheln sind ziemlich schlank und schwach gebogen mit einer breiten Basis.
Die wechselständig angeordneten Laubblätter sind unpaarig gefiedert mit fünf bis sieben Fiederblättern. Die dunkelgrün glänzenden, mehr oder weniger gräulichen Fiederblättchen sind meist eiförmig, eiförmig-lanzettlich oder elliptisch geformt. Beide Blattflächen sind flaumig bis filzig behaart. Die Blattoberseite ist drüsenlos und die -unterseite zum Teil mit mehr oder weniger zahlreichen grauen oder braunen, geruchlosen oder schwach harzig duftenden Drüsen besetzt.

### Generative Merkmale
Die duftenden, zwittrigen Blüten sind radiärsymmetrisch und fünfzählig mit doppelter Blütenhülle. Die relativ kleinen Kelchblätter sind gefiedert, nach dem Abblühen sind sie waagerecht bis beinahe zurückgeschlagen, spätestens ab der Fruchtreife sind sie hinfällig. Die fünf freien Kronblätter sind weiß bis hellrosafarben. Der Griffel ist behaart oder kahl und der Griffelkanal ist schmaler als 1 Millimeter. Das Narbenköpfchen ist ungefähr bukettartig. Die Blütezeit reicht in Österreich nur von Juni bis Juli.
Der meist dicht mit gestielten Drüsen besetzte Fruchtstiel ist ungefähr 1,5- bis 3-mal so lang wie die Hagebutte.
Die Chromosomenzahl beträgt 2n = 35.

## Ökologie
Bei der Filz-Rose handelt es sich um einen mesomorphen Nanophanerophyten.
Es erfolgt Insektenbestäubung und Selbstbestäubung mit Samenbildung ohne Bestäubung.
Die Ausbreitung der Diasporen, es sind die Hagebutten, erfolgt durch Verdauungsausbreitung.

## Vorkommen und Gefährdung
Die Filz-Rose ist ein submediterran-gemäßigt-kontinentales Florenelement. Ihr Areal erstreckt sich von Europa ohne den Norden Skandinaviens und den Süden der Mittelmeerländer bis zum Schwarzen Meer. In Mitteleuropa kommt sie zerstreut vor, in Westeuropa ist sie seltener, in Südeuropa tritt sie häufig auf.
Die Filz-Rose kommt in Deutschland zerstreut in der Mitte (zentralen sowie östlichen Nordrhein-Westfalen, südöstlichen Niedersachsen, Thüringen, Sachsen, Hessen, Franken, Baden-Württemberg, Pfalz, Saarland), in Mecklenburg-Vorpommern und Schleswig-Holstein vor; südlich der Donau gibt es nur Einzelfunde, in Brandenburg ist sie sehr selten. Nur Altfunde sind für das nördliche Sachsen-Anhalt, Ostfriesland sowie das zentrale Niedersachsen dokumentiert.
In der Roten Liste der gefährdeten Pflanzenarten Deutschlands gilt die Filz-Rose 1996 als nicht gefährdet. Für die deutschen Bundesländer ist der Gefährdungsgrad unterschiedlich: nicht gefährdet ist sie in Baden-Württemberg, Bayern, Hessen, Nordrhein-Westfalen, Rheinland-Pfalz, Thüringen sowie im Saarland; gefährdet ist sie in Brandenburg, Mecklenburg-Vorpommern, Niedersachsen, Sachsen, Sachsen-Anhalt sowie Schleswig-Holstein; in Hamburg gilt sie als vom Aussterben bedroht.
Die Hauptvorkommen von Rosa tomentosa in Deutschland befinden sich in Wäldern und Gebüschen trockenwarmer Standorte sowie Laub- und Tannenwäldern mittlerer Standorte. In Österreich ist Rosa tomentosa in allen Bundesländern zerstreut bis selten und gedeiht dort in lichten Gebüschen und an Waldrändern in collin bis obermontanen Höhenstufen.
Die Filz-Rose gedeiht am besten auf kalkhaltigen oder doch nicht ausgesprochen basenarmen, mittel- bis tiefgründigen und daher oft wenig steinigen Lehm- oder Lössböden. Sie besiedelt Wälder, Gebüsche und Wegränder in sommerwarmen Lagen; sie steigt in den Alpen daher nur selten in Höhenlagen von über 1200 Metern auf. In den Allgäuer Alpen steigt sie auf der Schwandalpe am Grünten bis zu einer Höhenlage von 1400 Metern auf.
Sie ist eine Charakterart der Ordnung Prunetalia, kommt aber auch in Pflanzengesellschaften der Ordnung Quercetalia pubescentis und der Verbände Erico-Pinion oder Carpinion vor.

## Belege
- Oskar Sebald, Siegmund Seybold, Georg Philippi (Hrsg.): Die Farn- und Blütenpflanzen Baden-Württembergs. Band 3: Spezieller Teil (Spermatophyta, Unterklasse Rosidae): Droseraceae bis Fabaceae. Eugen Ulmer, Stuttgart 1992, ISBN 3-8001-3314-8.